# Tylas eduardi
El vanga cabecinegro (Tylas eduardi)  es una especie de ave en la familia Vangidae. Es monotipo del género Tylas. Es endémica de Madagascar. Sus hábitats naturales son los bosque secos subtropicales o tropicales y los bosques bajos húmedos subtropicales o tropicales.

## Referencias

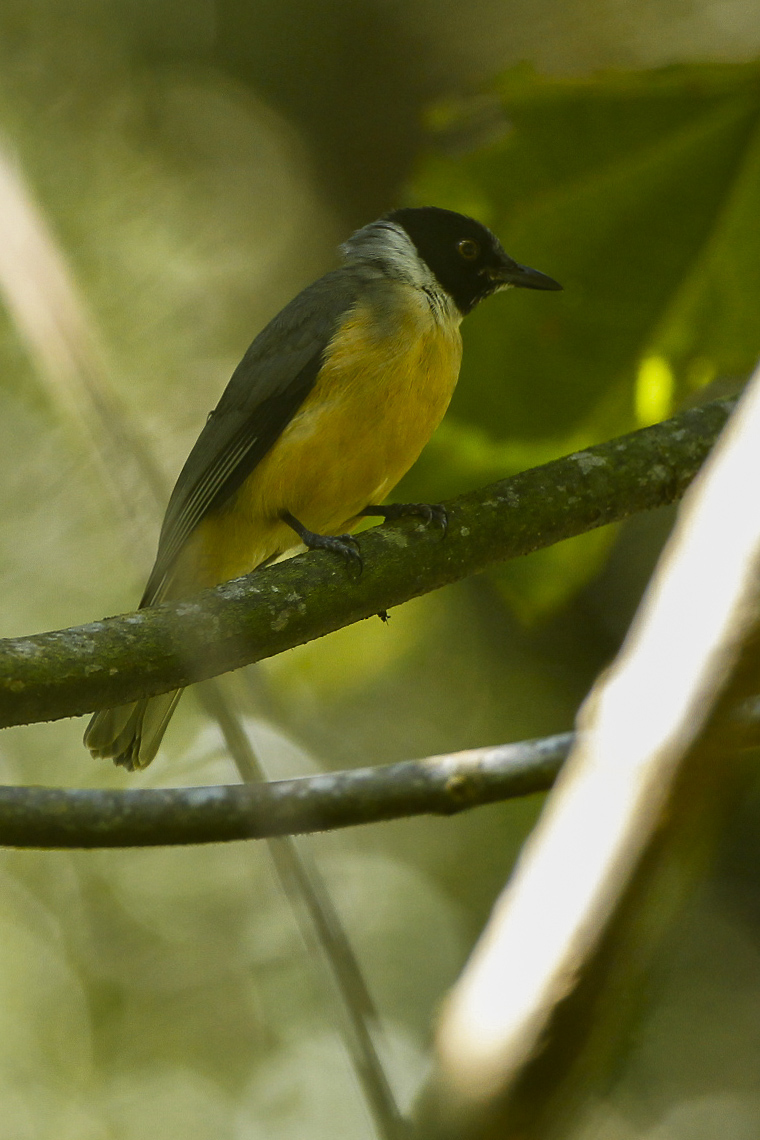
Vanga cabecinegro posado en una rama.